# Seymour Geisser
Seymour Geisser (5 de octubre de 1929 - 11 de marzo de 2004) fue un estadístico estadounidense destacado por enfatizar la inferencia predictiva. En su libro Inferencia predictiva: una introducción, sostuvo que la inferencia estadística convencional sobre parámetros de población no observables equivale a la inferencia sobre cosas que no existen, siguiendo el trabajo de Bruno de Finetti. También fue pionero en la teoría de validación cruzada.

## Biografía
Geisser nació en la ciudad de Nueva York. Obtuvo su doctorado en la Universidad de Carolina del Norte en Chapel Hill en 1955, siendo dirigido por Harold Hotelling. En 1971 fundó la Escuela de Estadística de la Universidad de Minnesota, de la que fue director durante más de 30 años. Como editor, dirigió la publicación de numerosos libros de artículos de varios autores. 
Testificó como experto en interpretación de pruebas de ADN en más de 100 juicios civiles y penales. Sostuvo que los fiscales a menudo se basaban en modelos estadísticos defectuosos. Sobre ese tema, escribió "Statistics, Litigation and Conduct Unbecoming" en el libro Statistical Science in the Courtroom, editado por Joe [Joseph Louis] Gastwirth (Springer Verlag, 2000). 

## Libros
- Predictive Inference: An Introduction, CRC Press, 1993, ISBN 0-412-03471-9.
- Modes of Parametric Statistical Inference, Wiley, 2006

## Obituarios
- Berry, Donald A. (2005). «Seymour Geisser, 1929–2004». Journal of the Royal Statistical Society 168: 245-6. doi:10.1111/j.1467-985X.2005.346_1.x.
- Christensen, Ronald and Wesley Johnson (2007). «A Conversation with Seymour Geisser». Statistical Science 22: 621-36, https://projecteuclid.org/euclid.ss/1207580175.